# Daniela Pachón
Julia Daniela Pachón Rivera (Charalá, 10 de agosto de 1988) es una periodista colombiana, vinculada al informativo Noticias Caracol desde 2017, cómo presentadora de noticias y reportera.

## Reseña biográfica
Nació en el municipio de Charalá, en el departamento de Santander. Estudió Comunicación social y Periodismo en la Universidad Autónoma de Bucaramanga. También es especialista en marketing político de la Universidad Externado de Colombia.

## Carrera en los medios
Mientras se encontraba estudiando la carrera de periodismo, empezó su carrera en varias emisoras del departamento de Santander. Luego trabajó en la Televisión Regional del Oriente (TRO), canal público del departamento, donde se desempeñaba como periodista y presentadora de los informativos y de programas como Región, así como del programa institucional de La Financiera del Desarrollo Territorial (FINDETER).
En 2015 ingresó a Noticias Caracol de Caracol Televisión, como reportera judicial en las emisiones del fin de semana.
En 2017 pasó a ser presentadora de las ediciones de fines de semana, primero provisional y luego de manera permanente. Condujo además el programa Una mirada al mundo de Caracol Internacional.
Ha realizado algunos cubrimientos de vital importancia en el informativo, entre otras, fue la encargada de cubrir la reapertura de frontera entre Colombia y Venezuela, el 26 de septiembre de 2022.

## Vida personal
Se casó en diciembre de 2022, con su pareja de varios años, el productor audiovisual y cineasta Giovanny Quintero, en una ceremonia íntima. Ambos tienen una hija, llamada Victoria, que nació en marzo de 2022.
Es seguidora del equipo de fútbol Atlético Bucaramanga.